# Mycosphaerella togashiana
Mycosphaerella togashiana är en svampart som beskrevs av S. Ito & Tak. Kobay. 1953. Mycosphaerella togashiana ingår i släktet Mycosphaerella och familjen Mycosphaerellaceae.   Inga underarter finns listade i Catalogue of Life.